# Lista de países por taxa de prevalência de obesidade em adultos
| > 40% 30% – 39.9% 25% – 29.9% | 20% – 24.9% 15% – 19.9% 10% – 14.9% | 5% – 9.9% 0% – 4.9% No data |

Taxa de prevalência de obesidade em adultos por país. Dados mais recentes do The World Factbook de 2021, referentes ao ano de 2016.

Esta é uma lista de países por taxa de prevalência de obesidade em adultos de acordo com o The World Factbook publicado pela CIA em 2021, com dados equivalentes ao ano de 2016. A agência define a taxa de prevalência de obesidade como "a porcentagem da população de um país que é considerada obesa."
A taxa de prevalência de obesidade é mais acentuada na Oceania, sendo os dez países ou territórios com as maiores taxas deste continente. Em seis destes, a taxa supera a marca de 50%, nomeadamente em Nauru (61%), Ilhas Cook (55,9%), Palau (55,3%), Ilhas Marshall (52,9%), Tuvalu (51,6%) e Niue (50%). Os países com mais de 10 milhões de habitantes com as maiores taxas de prevalência de obesidade em adultos são os Estados Unidos (36,2%), a Arábia Saudita (35,4%) e a Turquia (32,1%). Os países com as menores taxas de prevalência de obesidade em adultos são Timor-Leste (3,8%), Bangladesh (3,6%) e o Vietnã (2,1%).
Estima-se que a obesidade afete 603,7 milhões de adultos e 107,7 milhões de crianças em 2015, o que equivale a quase 10% da população mundial, número que duplicou em 70 países quando comparado ao mesmo índice em 1980, tendo também aumentado na maior parte dos outros países.

## Lista
Estes dados foram adaptados do The World Factbook da CIA, referentes ao ano de 2016.
|     | País                           | Continente | Prevalência de obesidade em adultos |
| --- | ------------------------------ | ---------- | ----------------------------------- |
| 1   | Nauru                          | Oceania    | 61,0%                               |
| 2   | Ilhas Cook                     | Oceania    | 55,9%                               |
| 3   | Palau                          | Oceania    | 55,3%                               |
| 4   | Ilhas Marshall                 | Oceania    | 52,9%                               |
| 5   | Tuvalu                         | Oceania    | 51,6%                               |
| 6   | Niue                           | Oceania    | 50,0%                               |
| 7   | Tonga                          | Oceania    | 48,2%                               |
| 8   | Samoa                          | Oceania    | 47,3%                               |
| 9   | Kiribati                       | Oceania    | 46,0%                               |
| 10  | Micronésia                     | Oceania    | 45,8%                               |
| 11  | Kuwait                         | Ásia       | 37,9%                               |
| 12  | Estados Unidos                 | América    | 36,2%                               |
| 13  | Jordânia                       | Ásia       | 35,5%                               |
| 14  | Arábia Saudita                 | Ásia       | 35,4%                               |
| 15  | Catar                          | Ásia       | 35,1%                               |
| 16  | Líbia                          | África     | 32,5%                               |
| 17  | Turquia                        | Ásia       | 32,1%                               |
| 18  | Egito                          | África     | 32,0%                               |
| 19  | Líbano                         | Ásia       | 32,0%                               |
| 20  | Emirados Árabes Unidos         | Ásia       | 31,7%                               |
| 21  | Bahamas                        | América    | 31,6%                               |
| 22  | Nova Zelândia                  | Oceania    | 30,8%                               |
| 23  | Iraque                         | Ásia       | 30,4%                               |
| 24  | Fiji                           | Oceania    | 30,2%                               |
| 25  | Bahrein                        | Ásia       | 29,8%                               |
| 26  | Canadá                         | América    | 29,4%                               |
| 27  | Austrália                      | Oceania    | 29,0%                               |
| 28  | Malta                          | Europa     | 28,9%                               |
| 29  | México                         | América    | 28,9%                               |
| 30  | Argentina                      | América    | 28,3%                               |
| 31  | África do Sul                  | África     | 28,3%                               |
| 32  | Chile                          | América    | 28,0%                               |
| 33  | Dominica                       | América    | 27,9%                               |
| 34  | Uruguai                        | América    | 27,9%                               |
| 35  | Síria                          | Ásia       | 27,8%                               |
| 36  | Reino Unido                    | Europa     | 27,8%                               |
| 37  | República Dominicana           | América    | 27,6%                               |
| 38  | Argélia                        | África     | 27,4%                               |
| 39  | Omã                            | Ásia       | 27,0%                               |
| 40  | Tunísia                        | África     | 26,9%                               |
| 41  | Hungria                        | Europa     | 26,4%                               |
| 42  | Suriname                       | América    | 26,4%                               |
| 43  | Lituânia                       | Europa     | 26,3%                               |
| 44  | Israel                         | Ásia       | 26,1%                               |
| 45  | Marrocos                       | África     | 26,1%                               |
| 46  | Chéquia                        | Europa     | 26,0%                               |
| 47  | Irão                           | Ásia       | 25,8%                               |
| 48  | Costa Rica                     | América    | 25,7%                               |
| 49  | Andorra                        | Europa     | 25,6%                               |
| 50  | Venezuela                      | América    | 25,6%                               |
| 51  | Irlanda                        | Europa     | 25,3%                               |
| 52  | Vanuatu                        | Oceania    | 25,2%                               |
| 53  | Bulgária                       | Europa     | 25,0%                               |
| 54  | Grécia                         | Europa     | 24,9%                               |
| 55  | Jamaica                        | América    | 24,7%                               |
| 56  | Cuba                           | América    | 24,6%                               |
| 57  | El Salvador                    | América    | 24,6%                               |
| 58  | Bielorrússia                   | Europa     | 24,5%                               |
| 59  | Croácia                        | Europa     | 24,4%                               |
| 60  | Belize                         | América    | 24,1%                               |
| 61  | Ucrânia                        | Europa     | 24,1%                               |
| 62  | Espanha                        | Europa     | 23,8%                               |
| 63  | Nicarágua                      | América    | 23,7%                               |
| 64  | São Vicente e Granadinas       | América    | 23,7%                               |
| 65  | Letônia                        | Europa     | 23,6%                               |
| 66  | Montenegro                     | Europa     | 23,3%                               |
| 67  | Barbados                       | América    | 23,1%                               |
| 68  | Noruega                        | Europa     | 23,1%                               |
| 69  | Polónia                        | Europa     | 23,1%                               |
| 70  | Rússia                         | Europa     | 23,1%                               |
| 71  | São Cristóvão e Neves          | América    | 22,9%                               |
| 72  | Haiti                          | América    | 22,7%                               |
| 73  | Panamá                         | América    | 22,7%                               |
| 74  | Luxemburgo                     | Europa     | 22,6%                               |
| 75  | Roménia                        | Europa     | 22,5%                               |
| 76  | Ilhas Salomão                  | Oceania    | 22,5%                               |
| 77  | Colômbia                       | América    | 22,3%                               |
| 78  | Alemanha                       | Europa     | 22,3%                               |
| 79  | Finlândia                      | Europa     | 22,2%                               |
| 80  | Bélgica                        | Europa     | 22,1%                               |
| 81  | Brasil                         | América    | 22,1%                               |
| 82  | Islândia                       | Europa     | 21,9%                               |
| 83  | Chipre                         | Europa     | 21,8%                               |
| 84  | Albânia                        | Europa     | 21,7%                               |
| 85  | Geórgia                        | Europa     | 21,7%                               |
| 86  | França                         | Europa     | 21,6%                               |
| 87  | Sérvia                         | Europa     | 21,5%                               |
| 88  | Honduras                       | América    | 21,4%                               |
| 89  | Granada                        | América    | 21,3%                               |
| 90  | Papua-Nova Guiné               | Oceania    | 21,3%                               |
| 91  | Estónia                        | Europa     | 21,2%                               |
| 92  | Guatemala                      | América    | 21,2%                               |
| 93  | Cazaquistão                    | Ásia       | 21,0%                               |
| 94  | Portugal                       | Europa     | 20,8%                               |
| 95  | Mongólia                       | Ásia       | 20,6%                               |
| 96  | Suécia                         | Europa     | 20,6%                               |
| 97  | Eslováquia                     | Europa     | 20,5%                               |
| 98  | Países Baixos                  | Europa     | 20,4%                               |
| 99  | Paraguai                       | América    | 20,3%                               |
| 100 | Armênia                        | Ásia       | 20,2%                               |
| 101 | Bolívia                        | América    | 20,2%                               |
| 102 | Guiana                         | América    | 20,2%                               |
| 103 | Eslovênia                      | Europa     | 20,2%                               |
| 104 | Áustria                        | Europa     | 20,1%                               |
| 105 | Azerbaijão                     | Ásia       | 19,9%                               |
| 106 | Equador                        | América    | 19,9%                               |
| 107 | Itália                         | Europa     | 19,9%                               |
| 108 | Dinamarca                      | Europa     | 19,7%                               |
| 109 | Peru                           | América    | 19,7%                               |
| 110 | Santa Lúcia                    | América    | 19,7%                               |
| 111 | Suíça                          | Europa     | 19,5%                               |
| 112 | Antígua e Barbuda              | América    | 18,9%                               |
| 113 | Botswana                       | África     | 18,9%                               |
| 114 | Moldávia                       | Europa     | 18,9%                               |
| 115 | Trinidad e Tobago              | América    | 18,6%                               |
| 116 | Turquemenistão                 | Ásia       | 18,6%                               |
| 117 | Bósnia e Herzegovina           | Europa     | 17,9%                               |
| 118 | Namíbia                        | África     | 17,2%                               |
| 119 | Iêmen                          | Ásia       | 17,1%                               |
| 120 | Quirguistão                    | Ásia       | 16,6%                               |
| 121 | Lesoto                         | África     | 16,6%                               |
| 122 | Uzbequistão                    | Ásia       | 16,6%                               |
| 123 | Essuatíni                      | África     | 16,5%                               |
| 124 | Malásia                        | Ásia       | 15,6%                               |
| 125 | Zimbabwe                       | África     | 15,5%                               |
| 126 | Gabão                          | África     | 15,0%                               |
| 127 | Tajiquistão                    | Ásia       | 14,2%                               |
| 128 | Brunei                         | Ásia       | 14,1%                               |
| 129 | Seicheles                      | África     | 14,0%                               |
| 130 | Djibuti                        | África     | 13,5%                               |
| 131 | Mauritânia                     | África     | 12,7%                               |
| 132 | São Tomé e Príncipe            | África     | 12,4%                               |
| 133 | Cabo Verde                     | África     | 11,8%                               |
| 134 | Camarões                       | África     | 11,4%                               |
| 135 | Gana                           | África     | 10,9%                               |
| 136 | Ilhas Maurícias                | África     | 10,8%                               |
| 137 | Costa do Marfim                | África     | 10,3%                               |
| 138 | Gâmbia                         | África     | 10,3%                               |
| 139 | Tailândia                      | Ásia       | 10,0%                               |
| 140 | Libéria                        | África     | 9,9%                                |
| 141 | Benim                          | África     | 9,6%                                |
| 142 | República do Congo             | África     | 9,6%                                |
| 143 | Guiné-Bissau                   | África     | 9,5%                                |
| 144 | Nigéria                        | África     | 8,9%                                |
| 145 | Senegal                        | África     | 8,8%                                |
| 146 | Serra Leoa                     | África     | 8,7%                                |
| 147 | Maldivas                       | Ásia       | 8,6%                                |
| 148 | Mali                           | África     | 8,6%                                |
| 149 | Paquistão                      | Ásia       | 8,6%                                |
| 150 | Tanzânia                       | África     | 8,4%                                |
| 151 | Togo                           | África     | 8,4%                                |
| 152 | Somália                        | África     | 8,3%                                |
| 153 | Angola                         | África     | 8,2%                                |
| 154 | Zâmbia                         | África     | 8,1%                                |
| 155 | Guiné Equatorial               | África     | 8,0%                                |
| 156 | Comores                        | África     | 7,8%                                |
| 157 | Guiné                          | África     | 7,7%                                |
| 158 | República Centro-Africana      | África     | 7,5%                                |
| 159 | Moçambique                     | África     | 7,2%                                |
| 160 | Quênia                         | África     | 7,1%                                |
| 161 | Indonésia                      | Ásia       | 6,9%                                |
| 162 | Coreia do Norte                | Ásia       | 6,8%                                |
| 163 | República Democrática do Congo | África     | 6,7%                                |
| 164 | Sudão do Sul                   | África     | 6,6%                                |
| 165 | Sudão                          | África     | 6,6%                                |
| 166 | Butão                          | Ásia       | 6,4%                                |
| 167 | Filipinas                      | Ásia       | 6,4%                                |
| 168 | China                          | Ásia       | 6,2%                                |
| 169 | Chade                          | África     | 6,1%                                |
| 170 | Singapura                      | Ásia       | 6,1%                                |
| 171 | Myanmar                        | Ásia       | 5,8%                                |
| 172 | Malawi                         | África     | 5,8%                                |
| 173 | Ruanda                         | África     | 5,8%                                |
| 174 | Burquina Fasso                 | África     | 5,6%                                |
| 175 | Afeganistão                    | Ásia       | 5,5%                                |
| 176 | Níger                          | África     | 5,5%                                |
| 177 | Burundi                        | África     | 5,4%                                |
| 178 | Laos                           | Ásia       | 5,3%                                |
| 179 | Madagáscar                     | África     | 5,3%                                |
| 180 | Uganda                         | África     | 5,3%                                |
| 181 | Sri Lanka                      | Ásia       | 5,2%                                |
| 182 | Eritreia                       | África     | 5,0%                                |
| 183 | Coreia do Sul                  | Ásia       | 4,7%                                |
| 184 | Etiópia                        | África     | 4,5%                                |
| 185 | Japão                          | Ásia       | 4,3%                                |
| 186 | Nepal                          | Ásia       | 4,1%                                |
| 187 | Camboja                        | Ásia       | 3,9%                                |
| 188 | Índia                          | Ásia       | 3,9%                                |
| 189 | Timor-Leste                    | Ásia       | 3,8%                                |
| 190 | Bangladesh                     | Ásia       | 3,6%                                |
| 191 | Vietname                       | Ásia       | 2,1%                                |